# Deutsche Kurzbahnmeisterschaften 2010
Die Deutschen Kurzbahnmeisterschaften 2010 im Schwimmen fanden vom 11. bis 14. November 2010 in der Wuppertaler Schwimmoper statt und wurden vom SV Bayer Wuppertal organisiert. Der Veranstalter war der Deutsche Schwimm-Verband. Der Wettkampf diente gleichzeitig als Qualifikationswettkampf für die Kurzbahneuropameisterschaften 2010 in Eindhoven. Es wurden bei Männern und Frauen Wettkämpfe in je 20 Disziplinen ausgetragen, darunter zwei Staffelwettkämpfe. Während der Meisterschaften wurden zwei neue deutsche Rekorde aufgestellt.
| Disziplin           | Männer                                      | Männer                                      | Männer   | Frauen                                          | Frauen                                          | Frauen   |
| Disziplin           | Name                                        | Verein                                      | Zeit     | Name                                            | Verein                                          | Zeit     |
| 050 m Freistil      | Steffen Deibler                             | Hamburger SC                                | 00:21,32 | Britta Steffen                                  | SG Neukölln Berlin                              | 00:24,38 |
| 100 m Freistil      | Steffen Deibler                             | Hamburger SC                                | 00:46,80 | Britta Steffen                                  | SG Neukölln Berlin                              | 00:52,75 |
| 200 m Freistil      | Markus Deibler                              | Hamburger SC                                | 01:43,77 | Silke Lippok                                    | SSG Pforzheim                                   | 01:54,35 |
| 400 m Freistil      | Paul Biedermann                             | SV Halle/Saale                              | 03:42,91 | Franziska Jansen                                | SV Nikar Heidelberg                             | 04:08,15 |
| 800 m Freistil      | Christian Kubusch                           | SC Magdeburg                                | 07:51,92 | Sarah Köhler                                    | SG Frankfurt                                    | 08:29,05 |
| 1500 m Freistil0    | Jan Wolfgarten                              | SV Würzburg 05                              | 14:40,85 | Elisa Thimm                                     | SG Bayer                                        | 16:20,79 |
| 050 m Brust         | Hendrik Feldwehr                            | SG Essen                                    | 00:27,10 | Caroline Ruhnau                                 | SG Essen                                        | 00:30,86 |
| 100 m Brust         | Hendrik Feldwehr                            | SG Essen                                    | 00:58,92 | Sarah Poewe                                     | SG Bayer                                        | 01:06,96 |
| 200 m Brust         | Marco Koch                                  | DSW 1912 Darmstadt                          | 02:06,78 | Caroline Ruhnau                                 | SG Essen                                        | 02:25,03 |
| 050 m Schmetterling | Steffen Deibler                             | Hamburger SC                                | 00:22,51 | Lisa Vitting                                    | SG Essen                                        | 00:26,52 |
| 100 m Schmetterling | Steffen Deibler                             | Hamburger SC                                | 00:51,16 | Lena Kalla                                      | SV Würzburg 05                                  | 00:59,27 |
| 200 m Schmetterling | Tim Wallburger                              | SG Neukölln Berlin                          | 01:55,15 | Nina Schiffer                                   | SG Dortmund                                     | 02:08,87 |
| 050 m Rücken        | Stefan Herbst                               | SSG Leipzig                                 | 00:24,59 | Deborah Gonschorek                              | SV Halle/Saale                                  | 00:27,78 |
| 100 m Rücken        | Stefan Herbst                               | SSG Leipzig                                 | 00:51,90 | Jenny Mensing                                   | SC Wiesbaden 1911                               | 00:59,61 |
| 200 m Rücken        | Yannick Lebherz                             | DSW 1912 Darmstadt                          | 01:52,89 | Jenny Mensing                                   | SC Wiesbaden 1911                               | 02:07,11 |
| 100 m Lagen         | Markus Deibler                              | Hamburger SC                                | 00:52,50 | Theresa Michalak                                | SV Halle/Saale                                  | 01:00,45 |
| 200 m Lagen         | Markus Deibler                              | Hamburger SC                                | 01:55,33 | Theresa Michalak                                | SV Halle/Saale                                  | 02:10,52 |
| 400 m Lagen         | Yannick Lebherz                             | DSW 1912 Darmstadt                          | 04:08,52 | Nina Schiffer                                   | SG Dortmund                                     | 04:36,46 |
| 4 × 50 m Freistil   | SSG Leipzig Hennebach, Herbst, Golban, Horn | SSG Leipzig Hennebach, Herbst, Golban, Horn | 01:29,49 | SV Halle/Saale Wegel, Koch, Michalak, Schreiber | SV Halle/Saale Wegel, Koch, Michalak, Schreiber | 01:41,50 |
| 4 × 50 m Lagen      | SG Essen Keil, Feldwehr, Schepers, Rueter   | SG Essen Keil, Feldwehr, Schepers, Rueter   | 01:37,34 | SG Essen Scheiner, Ruhnau, Sutter, Vitting      | SG Essen Scheiner, Ruhnau, Sutter, Vitting      | 01:50,79 |

1. 1 2  neuer DSV-Rekord
2. ↑  Deutscher Altersklassenrekord für 19-Jährige
3. ↑  Deutscher Altersklassenrekord für 18-Jährige

## Randnotizen
Die Frauenstaffel der SG Stadtwerke München stellte bei einem Rekordversuch im Rahmen der Kurzbahnmeisterschaften in 1:56,94 min einen deutschen Rekord über die selten geschwommenen 4 × 50 m Rücken auf.